# Festival narečnih popevk 2004
35. festival narečnih popevk je potekal leta 2004 v Mariboru. V ajdovskem narečju ga je vodila Lara P. Jankovič, kot glasbeni gostje pa so nastopili Dežur in duo Platin. V tekmovalnem delu se je predstavilo 14 izvajalcev:
| #   | Izvajalec                   | Naslov pesmi          | Avtor glasbe    | Avtor besedila                       | Avtor aranžmaja  |
| --- | --------------------------- | --------------------- | --------------- | ------------------------------------ | ---------------- |
| 1.  | Ansambel Štrk               | Gasilska              | Emil Glavnik    | Marko Kočar                          | Lojze Krajnčan   |
| 2.  | Šibovniki                   | Koroški raj           | Boris Rošker    | Mitja Šipek                          | Izidor Leitinger |
| 3.  | Ciganska etno skupina Langa | Prekmurci             | Mišo Kontrec    | Mišo Kontrec                         | Lojze Krajnčan   |
| 4.  | Lidija Kodrič               | Tvuoje uorglice       | Emil Glavnik    | Metka Ravnjak-Jauk                   | Milan Ferlež     |
| 5.  | Bluegrass Hoppers           | Pesem se vrača domu   | Marko Logar     | Marko Logar                          | Milan Ferlež     |
| 6.  | Halgato Band                | Violina               | Milan Ostojić   | Feri Lainšček                        | Grega Forjanič   |
| 7.  | Tramontana                  | Šilvana s kolumbana   | Bojan Lavrič    | Bojan Lavrič                         | Patrik Greblo    |
| 8.  | Prifarski muzikanti         | Nežeca                | Anton Obranović | Vasko Vasilij Polič, Valentin Južnič | Dečo Žgur        |
| 9.  | Ansambel Špik               | Skűhaj mi dődőle      | D. Dimec        | Marko Kočar                          | Lojze Krajnčan   |
| 10. | Milan Kamnik                | Znucan rukzok         | Milan Kamnik    | Milan Kamnik                         | Marjan Golob     |
| 11. | Trinitas                    | Pojte z nami žurirat  | Boris Rošker    | Vinko Šimek                          | Izidor Leitinger |
| 12. | Skupina Pax                 | Tri doline            | Vlado Poredoš   | Vlado Poredoš                        | Igor Podpečan    |
| 13. | Skupina Metulj              | Leti, leti lastavica  | Robert Režonja  | Robert Režonja                       | Vlado Battista   |
| 14. | Ansambel Kompromis          | Vračam se, rodni kraj | Edvin Fliser    | Mira Ozvatič-Žveplan                 | Patrik Greblo    |

### Nagrade
Najboljša pesem po izboru občinstva
- Tvuoje uorglice (Emil Glavnik/Metka Ravnjak Jauk) – Lidija Kodrič

Najboljša pesem po izboru komisije (Ivo Umek, Smilja Baranja, Urška Čop Šmajgert, Tomaž Habe)
- Tvuoje uorglice (Emil Glavnik/Metka Ravnjak Jauk) – Lidija Kodrič

Nagrade za najboljša besedila (žirija za besedila: Zinka Zorko, Jelka Šprogar, Mojca Maučec)
- 1. nagrada: Feri Lainšček za Violina (Halgado band)
- 2. nagrada: Milan Kamnik za Znucan rukzok (Milan Kamnik)
- 3. nagrada: Marko Logar za Pesem se vrača domu (Bluegrass Hoppers)